# Giovanni della Croce
(Giovanni della Croce, Salita del Monte Carmelo, 1579-1585)
Giovanni della Croce, al secolo Juan de Yepes Álvarez (in spagnolo: Juan de la Cruz; Fontiveros, 24 giugno 1542 – Úbeda, 14 dicembre 1591), è stato un presbitero e santo spagnolo, cofondatore dell'Ordine dei Carmelitani Scalzi.
I suoi scritti furono pubblicati per la prima volta nel 1618. Fu beatificato nel 1675 da Clemente X, proclamato santo da Benedetto XIII nel 1726 e dichiarato dottore della Chiesa da Pio XI nel 1926. La sua memoria liturgica è celebrata il 14 dicembre o il 24 novembre.
La Chiesa cattolica lo ha definito doctor mysticus ("dottore mistico, maestro della mistica"), mentre la Chiesa anglicana lo venera come un "maestro della fede".

## Biografia
Nacque a Fontiveros vicino ad Avila, un borgo della Vecchia Castiglia spagnola, nel 1542 (talora indicato anche l'anno 1540) . Il padre Gonzalo de Yepes, di famiglia ebraica toledana convertita al cristianesimo, fu cacciato di casa e diseredato per aver sposato una povera tessitrice di seta, Catalina Álvarez.
Orfano di padre già in tenera età, si trovò a doversi spostare di città in città con la laboriosa e attiva madre per il loro sostentamento economico, dovendo quindi studiare e lavorare in luoghi sempre diversi.
Egli manifestò fin da piccolo inclinazione alla carità verso i poveri e ancora di più alla preghiera contemplativa.
Nel periodo tra il 1551 e il 1559 ebbe una formazione culturale ed artigiana nel "Colegio de los doctrinos" di Medina del Campo (oggi nella provincia di Valladolid), dove si era trasferito con la madre. 
Successivamente fu falegname, sarto, pittore e intagliatore; quindi accolito della Chiesa della Maddalena, commesso e aiutante infermiere nell'Ospedale della Concezione.
Nel 1563 entrò nell'Ordine Carmelitano chiedendo di vivere senza attenuazioni la rigida e antica regola carmelitana non più attuata. Tra il 1564 e il 1568 completò gli studi teologici e filosofici all'Università di Salamanca.
Nel 1567 fu ordinato sacerdote e tra settembre e ottobre dello stesso anno incontrò Teresa d'Avila che, anch'essa carmelitana, stava attuando una riforma del Carmelo con l'autorizzazione del Priore Generale dell'Ordine, padre Rossi. Conquistato dalle sue idee riformatrici ne appoggiò in pieno il progetto in vista dell'inizio della riforma dell'ordine dei Carmelitani; a sua volta santa Teresa lo prese in grande considerazione, chiamandolo il suo "piccolo Seneca", con scherzoso ma affettuoso riferimento alla sua corporatura esile, e definendolo "padre della sua anima".
Il 9 agosto 1568, dopo numerosi colloqui con Teresa d'Ávila, partì per Valladolid dove fondò il primo monastero di Carmelitane Scalze. Qui rimase fino ad ottobre, informandosi dettagliatamente sulla nuova vita riformata; all'inizio di ottobre andò a Duruelo (Segovia), dove adattò un cascinale a primo convento di Carmelitani Scalzi; il 28 novembre, prima domenica d'Avvento, vi inaugurò la vita riformata; in tale occasione assunse il nome di Giovanni della Croce. All'interno dell'ordine riformato tra il 1572 e il 1577 svolse attività di guida spirituale nel monastero dell'Incarnazione di Ávila.
Tra le varie sofferenze, fisiche e spirituali, che ebbe a sperimentare a seguito della sua adesione alla riforma, spicca in particolare l'arresto e la carcerazione, il 2 dicembre 1577, nella prigione del convento dei Carmelitani Calzati di Toledo, per un incidente nel monastero di Ávila di cui venne ritenuto erroneamente responsabile. Rimase rinchiuso per più di otto mesi, sottoposto a maltrattamenti e torture fisiche, psicologiche e spirituali, trovando peraltro l'ispirazione per comporre alcuni dei suoi poemi mistici più noti e riuscì alla fine a fuggire, tra le 2 e le 3 del mattino del 17 agosto 1578, in modo assai avventuroso.
Riprese gradualmente dopo il carcere diversi incarichi importanti nell'ordine carmelitano riformato che aveva acquisito progressivamente autonomia. 
Nel 1584 terminò a Granada la prima redazione del Cantico Spirituale, mentre in questi anni scrisse e perfezionò i suoi principali trattati spirituali.
Nell'ultimo periodo della sua vita venne abbandonato dalla maggior parte dei suoi seguaci.
Nel 1591 fu dimesso dagli incarichi direttivi nell'ordine e, ammalato, il 28 settembre si recò ad Úbeda (Jaén), dove trascorse gli ultimi mesi di vita.
Qui morì alle ore 24 della notte tra il venerdì 13 e il sabato 14 dicembre 1591 all'età di 49 anni.
Dal 1593 i suoi resti incorrotti riposano a Segovia.

## Pensiero
Fu poeta e teologo, autore di svariati trattati teologici riguardanti soprattutto la preghiera e il «cammino spirituale dell'anima verso Dio e in Dio».
La sua opera sintetizza la tradizione spirituale cristiana precedente. La sua dottrina vuole che l'uomo, attraverso il passaggio nelle tre fasi («purgativa, illuminativa e unitiva») si liberi progressivamente da ogni attaccamento e da ogni senso del possesso per essere del tutto puro e libero di unirsi alla divinità («luce tenebrosa e tenebra luminosa»). Porta il paragone per cui, se si fissa di fronte e senza schermo il sole, per la troppa luminosità l'occhio avrà l'impressione di vedere una macchia nera.
Un suo detto era: «Dio umilia grandemente l'anima per innalzarla poi molto».

## Poesie

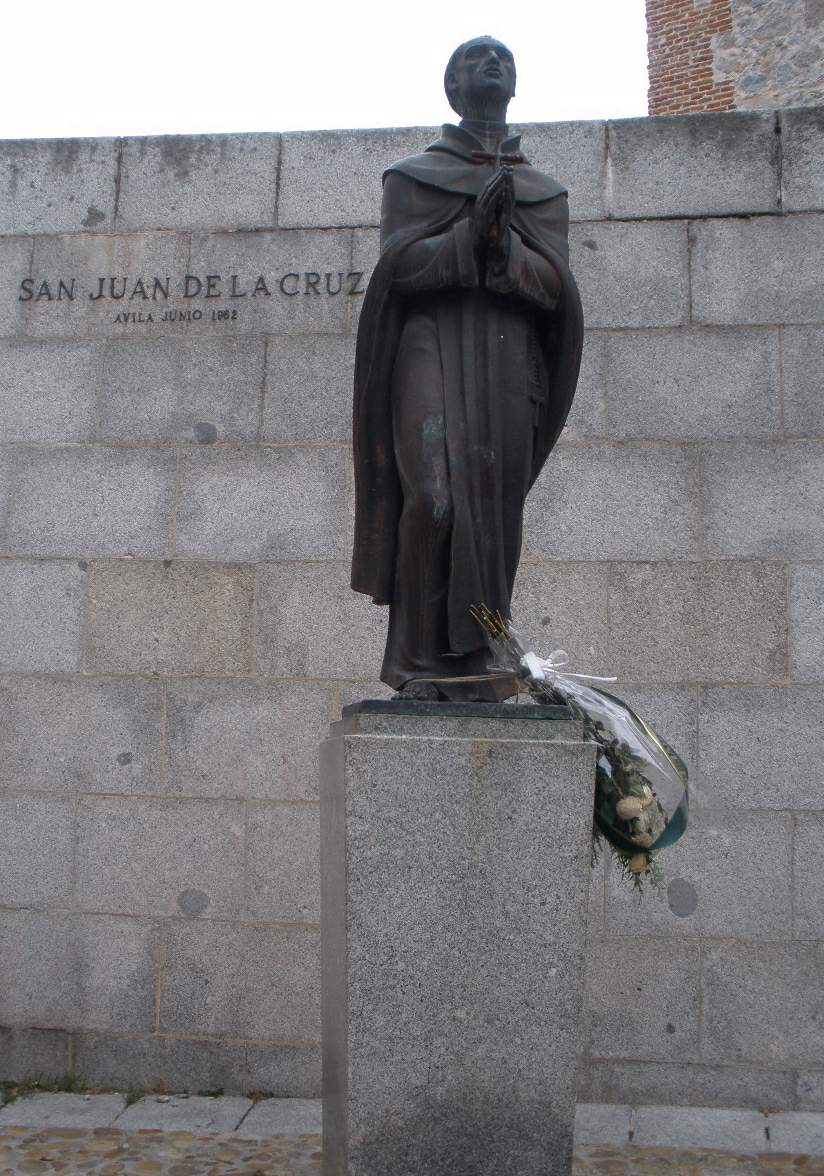
Monumento ad Ávila (Spagna).

Giovanni della Croce è considerato uno dei maggiori poeti in lingua spagnola. Ciò che meglio definisce la sua poesia è l'intensità espressiva, grazie all'adattamento e all'equilibrio di ognuna delle immagini da lui adoperate. A ciò contribuisce anche la sua tendenza ad abbandonare il registro discorsivo, eliminando espressioni "neutre" per cercare costantemente una giustapposizione tra elementi poetici di grande plasticità.
Sebbene l'intero corpus delle sue poesie ammonti a non più di 2500 versi, due di esse – il Cantico spirituale e la Notte oscura dell'anima – sono considerate tra le migliori poesie in lingua spagnola, sia dal punto di vista formale e stilistico, che per l'immaginazione ed il simbolismo.
Il Cantico spirituale è un'egloga in cui la "sposa" (che rappresenta l'anima) ricerca lo "sposo" (che rappresenta Gesù Cristo), ed è angosciata per averlo perso; entrambi sono pieni di gioia una volta che si sono ritrovati e riuniti.
Il componimento potrebbe essere visto come una libera versione in lingua spagnola del Cantico dei cantici in un'epoca in cui era proibito tradurre il testo della Bibbia in lingua volgare.
La Notte oscura dell'anima (da cui l'omonimo concetto spirituale 
prende il nome) narra il viaggio dell'anima dalla propria sede corporea verso l'unione con Dio. Esso avviene durante la "notte", che rappresenta le "avversità" e gli "ostacoli" che ella incontra nello staccarsi dal "mondo sensibile" per raggiungere la "luce" dell'unione con il Creatore. Vi sono diversi gradi in questa notte, che sono raccontati e descritti in strofe successive.

## Trattati
Giovanni scrisse anche tre trattati di teologia mistica, due dei quali relativi alle due poesie sopra citate, (il Cantico spirituale e la Notte oscura dell'anima) commentando e spiegando il significato del testo poetico verso per verso, perfino parola per parola. Effettivamente egli non segue lo schema delle composizioni alla lettera, ma scrive liberamente sul soggetto di cui sta parlando.
Il terzo trattato, la Salita del Monte Carmelo, è uno studio più sistematico dello sforzo ascetico dell'anima in ricerca dell'unione perfetta con Dio e degli eventi "mistici" che accadono durante le varie fasi del cammino: introdotto da una poesia, il testo ha un forte significato teologico e letterario, dove il Monte rappresenta la meta della liberazione dell'anima da ogni peso che la separa da Dio e dal bene assoluto.
Queste tre opere, insieme ai suoi Pensieri sull'amore e sulla pace e agli scritti di Teresa d'Avila, sono considerate tra le più importanti opere mistiche in lingua spagnola, ed hanno influenzato molti scrittori spirituali successivi, tra cui T. S. Eliot, Teresa di Lisieux, Edith Stein (divenuta carmelitana col nome di Teresa Benedetta della Croce), e Thomas Merton. I suoi scritti hanno influenzato profondamente la mistica cristiana ed anche filosofi come Jacques Maritain, teologi come Hans Urs von Balthasar, pacifisti come Dorothy Day, Daniel Berrigan, Philip Berrigan e Allen Ginsberg. Papa Giovanni Paolo II fu fortemente influenzato in gioventù dagli scritti di san Giovanni della Croce, fino a valutare un eventuale ingresso nell'ordine carmelitano.

## Letteratura e musica
Il poeta T. S. Eliot ha ripreso ed attentamente parafrasato il pensiero di Giovanni della Croce, in particolare il concetto di «Notte Oscura» dell'anima e la dottrina del Nada y Todo ("Nulla e Tutto"), da Giovanni esposta nello schizzo eseguito per illustrare l'ascesa al Monte della Perfezione, oltre che nella Salita del Monte Carmelo:
(San Giovanni della Croce)
nel terzo tempo di East-Coker (1940), il secondo dei Quattro quartetti:
(T.S. Eliot)
Eliot inoltre premette una citazione del santo al testo della sua prima opera teatrale Sweeney Agonistes (1926):
(San Giovanni della Croce)
La cantata Noche oscura per coro misto e orchestra (1950), su testo di Giovanni della Croce, è da annoverarsi fra i più significativi lavori del compositore italiano Goffredo Petrassi. 
Alla spiritualità ed alle opere di Giovanni della Croce si è ispirata la cantautrice Giuni Russo nell'ultimo periodo della sua produzione artistica, con canzoni come La sua figura.
Loreena McKennitt si è ispirata alla "Notte oscura dell'anima" per la sua "The Dark Night of the Soul", nell'album The Mask and Mirror (1994).
Alla figura di Giovanni della Croce è dedicato l'omonimo poema sinfonico per organo in 5 movimenti, opera in forma ciclica scritta nel 2005 dalla compositrice contemporanea Carlotta Ferrari.
Gli Ulver nella loro opera Messe I.X-VI.X (2013), fanno riferimento alla "Notte oscura dell'anima" nel brano "Noche oscura del alma".

## Film
- La noche oscura, è un film del 1989 diretto da Carlos Saura dedicato alla vita del Santo.[6]

## Opere
- Giovanni della Croce (Juan de la Cruz), Opere complete. Volume I, Giovanni Fassi-Como Editore, Genova, 1838
- Id., Opere spirituali. Volume I: La salita del Monte Carmelo, trad., introd., note e commenti di Paolo de Tòth, Società Anonima Tipografica, 1927
- Id., Opere (contiene: La salita del Monte Carmelo, La notte oscura, Cantico spirituale, Fiamma viva d'amore, opere minori, lettere spirituali, Poesie), versione di padre Nazareno dell'Addolorata, a cura della Postulazione generale dei Carmelitani Scalzi, Roma, 1940-1959
- Id., Cantico spirituale, Edizioni Libreria Fiorentina, Firenze, 1948
- Id., Pensieri, Il Passero solitario, Roma, 1972
- Id., Poesie, Collezione di Poesia, Einaudi, Torino,
- Id., Verso l'Oreb. Introduzione di Ermanno Ancilli, Collana Classici dello spirito, Edizioni messaggero padova, 1986
- Id., Cantico spirituale. A cura di Norbert von Prellwitz (con testo a fronte spagnolo delle Canzoni), Collana Classici, Rizzoli, Milano, 1991; Collana Classici, BUR, Milano, 2008
- Id., Cantico spirituale, a cura di E. Pacho, Collana Letture cristiane del secondo millennio, Paoline Editoriale Libri, 1991 ISBN 978-88-315-0612-0
- Id., Opere (contiene: Poesie, Salita del Monte Carmelo, Notte oscura), a cura di Pier Paolo Ottonello, Collana Classici delle Religioni, UTET, Torino, 1993
- Id., Fiamma d'amore viva, a cura di C. Greppi, Collana Biblioteca dell'Eros, ES, Milano, 1993-1995
- San Juan de la Cruz, Poesia, a cura di G. Caravaggi, Liguori, 1994 ISBN 978-88-207-2364-4
- Id., Opere, Edizioni OCD, I ed. 1955 - 1995 ISBN 978-88-7229-065-1
- Id., La notte oscura, con una nota di Angelo Morino, trad. di Maria Nicola, Collana Le favole mistiche n.2, Sellerio Editore, Palermo, 1995
- Id., Opere complete, a cura di Luigi Borriello e Giovanna della Croce, Collana Spiritualità.Maestri.Seconda serie n.50, San Paolo Edizioni, 2001 ISBN 978-88-215-4365-4
- Id., Cantico spirituale, a cura di S.Giordano, Collana Nuove pagine carmelitane, Edizioni OCD, 2003 ISBN 978-88-7229-195-5
- Id., Fiamma d'amor viva, Collana Pagine carmelitane, OCD, 2005 ISBN 978-88-7229-507-6
- Id., L'ascesa al monte dei melograni, trad. di D. Chioli, Collana Spiritualità Cristiana, Psiche, 2005 ISBN 978-88-85142-79-4
- Id., Cantico spirituale, a cura di S. Arduini, Collana Versus, Città Nuova, 2008 ISBN 978-88-311-7107-6
- Id., Notte oscura, a cura di A. M. Norberg Schulz, Collana Minima, Città Nuova, 2009 ISBN 978-88-311-1435-6
- Id., Tutte le opere. Testo spagnolo a fronte, a cura di P. Boracco, Collana Il pensiero occidentale, Bompiani, 2010 ISBN 978-88-452-6466-5
- San Juan de la Cruz, La notte più felice dell'aurora. Poesie. A cura di M. Ciceri. Con testo a fronte, Collana Letteratura universale Dulcinea, Marsilio, Venezia, 2010
- Id., Salita del Monte Carmelo, trad. di Luisito Bianchi, EDB, 2011 ISBN 978-88-10-50724-7
- Id., Opere, Collana gli scritti del Carmelo per la Chiesa, OCD, 2011 ISBN 978-88-7229-540-3
- Id., Notte oscura, trad. di Luisito Bianchi, Collana Cammini dello Spirito, EDB, 2011 ISBN 978-88-10-50725-4